# Mecophilus neotropicus
Mecophilus neotropicus är en mångfotingart som beskrevs av Filippo Silvestri 1909. Mecophilus neotropicus ingår i släktet Mecophilus och familjen Aphilodontidae. Inga underarter finns listade i Catalogue of Life.